# Бонте, Кос
Кос Бонте (нидерл. Coos Bonte; род. 18 февраля 1932) — нидерландский дзюдоист, чемпион (1958-1962, 1964) и серебряный призёр (1955) призёр чемпионатов Нидерландов, чемпион (1957, 1959) и бронзовый призёр (1960) чемпионатов Европы, серебряный призёр чемпионата Европы 1964 года в Берлине в командном зачёте. Выступал в лёгкой весовой категории (до 68 кг).